# Magda Wassef
Pour les articles homonymes, voir Wassef.
Magda Wassef est une historienne égyptienne du cinéma égyptien, auteure d’ouvrages sur ce thème, enseignante et directrice de différentes manifestations cinématographiques ou d’institutions cinématographiques. C’est aussi une traductrice, d’arabe en français, notamment d’ouvrages de Nawal El Saadawi. Elle a aussi participé à la réalisation de plusieurs documentaires.

## Éléments biographiques
Née en Égypte, installée plusieurs années en France ou elle étudie à l'École des hautes études en sciences sociales et à l'université Sorbonne Nouvelle (Paris III), Magda Wassef est durant dix ans  responsable des pages Cinéma dans l’hebdomadaire Al Mostaqbal, à Paris. Elle dirige de 1988 à 2008 le département cinéma à l’Institut du monde arabe (IMA),, y organisant des rétrospectives du cinéma arabe notamment et y écrivant un ouvrage, Égypte, 100 ans de cinéma, devenu ouvrage de référence, publié en 1995, à l'occasion de l'anniversaire des 100 ans de cinéma égyptien (le point de départ retenu étant la projection début novembre des films des Frères Lumière à Alexandrie, puis fin novembre au Caire, projections qui fascinent le public égyptien et fait émerger des vocations),.
Elle enseigne aussi le cinéma arabe à La Sorbonne et devient conseillère artistique et collaboratrice auprès de plusieurs festivals internationaux, dont celui de Cannes. Elle est alors également déléguée en France du Festival du Caire,, puis directrice artistique de ce festival,. De 1992 à 2006, elle est aussi déléguée générale de la Biennale des Cinémas arabes à Paris. 
Revenue en Égypte, elle devient présidente du Festival international du film du Caire de 2015 à 2017,, et présidente du Festival du cinéma égyptien et européen de Louxor,,. 
Elle a traduit également des ouvrages, d’arabe en français, notamment  de Nawal El Saadawi, écrivaine et psychiatre, figure égyptienne de l’émancipation des femmes dans le monde arabe, tel que la pièce de théâtre Douze femmes dans Kanater, écrite en prison par Nawal El Saadawi , mais aussi ses Mémoires de la prison des femmes . Elle a participé à la réalisation de plusieurs courts-métrages tels que Trop tôt/Trop tard, diffusé en 1981, ou encore Salon du cinéma diffusé en 2009 et consacré au salon du cinéma à Paris à la Grande halle de la Villette en janvier 2009.

## Principales publications hors traductions
- 1983 : L'Image de la femme à la campagne dans le cinéma égyptien des années soixante (publication de la thèse de doctorat sous la direction de Marc Ferro)
- 1995 : Egypte : cent ans de cinéma, Institut du Monde Arabe.
- 1996 : Chadi Abdel Salam : le pharaon du cinéma égyptien, Institut du Monde Arabe.